# Tamara Feldman
Amara Zaragoza (Wichita, 5 de diciembre de 1980), conocida como Tamara Feldman, es una actriz estadounidense de ascendencia cheroqui y mexicana, popular por su actuación en series de televisión como Supernatural, Gossip Girl y Dirty Sexy Money.

## Carrera
Tamara ha participado en series de la cadena WB (ahora CW) como Smallville, Supernatural y Gossip Girl. También actuó en la serie Dirty Sexy Money, donde interpretó a Natalie Kimpton.

## Filmografía

### Film
| Año  | Título                                    | Rol                | Notas |
| ---- | ----------------------------------------- | ------------------ | ----- |
| 2004 | Geldersma                                 | Norah Sobel        | Corto |
| 2005 | Slumming                                  | La Chica           | Corto |
| 2006 | Hatchet                                   | Marybeth Dunston   |       |
| 2007 | Perfect Stranger                          | Bethany            |       |
| 2008 | Harold & Kumar Escape from Guantanamo Bay | Chloe              |       |
| 2008 | Something's Wrong in Kansas               | Sabrina            |       |
| 2008 | Rez Bomb                                  | Harmony            |       |
| 2008 | The Nature of Space & Time                | Angela Davies      | Corto |
| 2009 | Echelon Conspiracy                        | Kamila             |       |
| 2011 | Alyce Kills                               | Carroll            |       |
| 2012 | Bloodwork                                 | Linnea             |       |
| 2013 | Walk the Light                            | Julia              | Corto |
| 2013 | Resurrection Slope                        |                    | Corto |
| 2014 | A Woman Called Job                        | Job                |       |
| 2015 | The Last Kill                             | Beth               | Corto |
| 2016 | Ovid and the Art of Love                  | Julia la más joven |       |
| 2019 | Shadow Wolves                             | Cheyenne           |       |

### Televisión
| Año       | Título                             | Rol                             | Notas                                                |
| --------- | ---------------------------------- | ------------------------------- | ---------------------------------------------------- |
| 2002      | Smallville                         | Kyla Willowbrook                | Episodio: "Skinwalker"                               |
| 2004      | Like Family                        | Anna Sinclair                   | Episodio: "Romancing the Home"                       |
| 2004      | Jake 2.0                           | Vanessa Cardounel               | Episodio: "Blackout"                                 |
| 2005      | Romy and Michele: In the Beginning | Chica arrogante #2              | Film para TV; no acreditada                          |
| 2005      | Boston Legal                       | Cassie                          | 2 episodios                                          |
| 2006      | Monk                               | Kendra Frank                    | Episodio: "Mr. Monk Goes to a Rock Concert"          |
| 2006      | Supernatural                       | Angela Mason                    | Episodio: "Children Shouldn't Play with Dead Things" |
| 2007–2009 | Dirty Sexy Money                   | Natalie Kimpton                 | Rol recurrente; 6 episodios                          |
| 2008–2012 | Gossip Girl                        | Poppy Lifton                    | Rol recurrente; 6 episodios                          |
| 2009      | CSI: NY                            | Carolyn Williams / Kathy / Lisa | Episodio: "She's Not There"                          |
| 2009      | Life                               | Sasha                           | Episodio: "I Heart Mom"                              |
| 2009      | Royal Pains                        | April                           | 2 episodios                                          |
| 2009      | One Tree Hill                      | Courtney Smith                  | Episodio: "Your Cheatin' Heart"                      |
| 2012      | Drop Dead Diva                     | Fiona Crupp                     | Episodio: "Lady Parts"                               |
| 2012–2013 | The Mob Doctor                     | Amanda King                     | 2 episodios                                          |
| 2013      | Switched at Birth                  | Carrie Raisler                  | Episodio: "As the Shadows Deepen"                    |
| 2014      | CSI: Crime Scene Investigation     | Amanda Holland                  | Episodio: "Angle of Attack"                          |
| 2018–2019 | Strange Angel                      | Joan                            | Rol recurrente; 13 episodios                         |
| 2021–2022 | Walker                             | Denise Davidson                 | Rol recurrente; 12 episodios                         |

### Videos musicales
| Año  | Tema          | Rol   | Artista  |
| ---- | ------------- | ----- | -------- |
| 2013 | "Swerve City" | Mujer | Deftones |